# توماس هوتون
توماس هوتون (بالإنجليزية: Thomas Houghton)‏ هو مهندس معماري أمريكي، ولد في 1840 في بروكلين في الولايات المتحدة، وتوفي بنفس المكان في 6 ديسمبر 1913.